# Strombegrenzungsdrossel

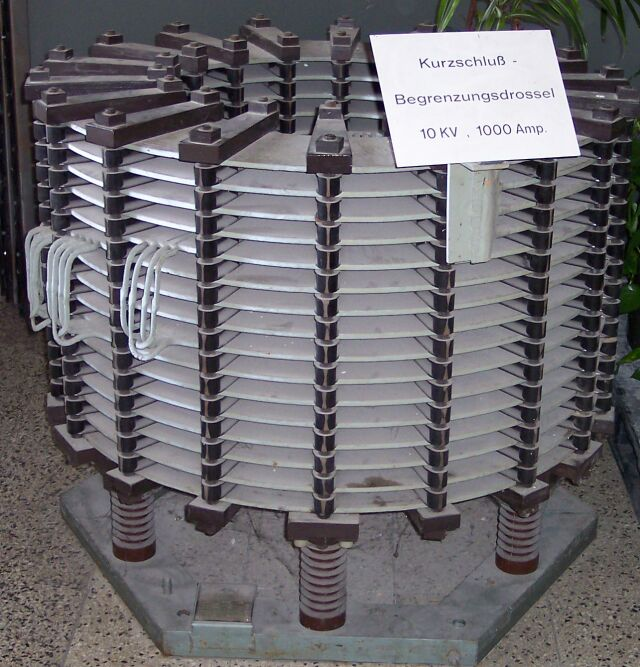
Strombegrenzungsdrossel

Eine Strombegrenzungsdrossel, auch Strombegrenzungsspule, ist eine elektrische Spule, welche primär im Bereich der elektrischen Energietechnik zur Strombegrenzung von Kurzschlussströmen in Wechselstromnetzwerken eingesetzt wird. Sie ist als sogenannte Luftspule ausgeführt, besitzt also keinen weichmagnetischen Kern und kann auch bei hohen Kurzschlussströmen nicht in magnetische Sättigung getrieben werden.
Die Strombegrenzungsdrossel wurde mit dem Aufkommen der ersten mit Wechselspannung betriebenen Stromversorgungsnetze 1917 von Vern E. Alden bei Westinghouse Electric erfunden.

## Allgemeines
Die Funktion der in Reihe geschalteten Strombegrenzungsdrossel besteht darin, durch die zusätzlich eingebrachte Impedanz in Stromnetzen die Kurzschlussleistung auf Werte zu begrenzen, so dass Leistungsschalter den Kurzschlussstrom im Fehlerfall sicher unterbrechen können. Ohne Drossel kommt es, da der Kurzschlussstrom sonst nur durch die sehr kleine Schleifenimpedanz begrenzt wird, zu größeren Kurzschlussströmen, welche größere und teurere Leistungsschalter mit entsprechend hoher Kurzschlussleistung erfordern.
Anwendung finden Strombegrenzungsdrosseln in Bereichen von Stromnetzen, welche durch ihre niedrige Netzimpedanz im Fehlerfall sehr hohe Kurzschlussströme aufweisen. Beispielsweise in Umspannwerken im Bereich von mehrfach gespeisten Sammelschienen. 
Neben der Strombegrenzungsdrossel stehen zur Strombegrenzung und Limitierung der Kurzschlussleistung auch noch weitere Verfahren wie pyrotechnische Strombegrenzer oder der supraleitende Strombegrenzer, welcher wie die Strombegrenzungsdrossel zu den resistiven Strombegrenzern zählt, zur Verfügung.